# Oleksandr Romanchuk
Oleksandr Volodymyrovich Romanchuk (en ucraniano: Олександр Романчук; Kiev, Ucrania, 21 de octubre de 1984) es un futbolista ucraniano. Juega de defensa y su equipo actual es el FC Metalist Járkov.

## Biografía
Oleksandr Romanchuk empezó su carrera futbolística en las categorías inferiores del Desna Chernigov. En 2003 pasa a formar parte de la primera plantilla del club.
En 2004 ficha por el Dinamo de Kiev, donde primero juega en las categorías inferiores y luego milita como cedido en el Arsenal de Kiev, el otro club de la capital, y en el Dnipro Dnipropetrovsk.
En 2008 regresó al Dinamo, esta vez para unirse al primer equipo, pero en 2009 fue cedido nuevamente al FC Arsenal Kiev.

## Selección nacional
Ha sido internacional con la Selección de fútbol de Ucrania en 8 ocasiones. Su debut con la camiseta nacional se produjo el 7 de febrero de 2007 en un partido contra Israel (1-1).

## Clubes
| Club                     | País    | Año       |
| ------------------------ | ------- | --------- |
| FC Desna Chernigov       | Ucrania | 2003      |
| FC Dynamo-2 Kiev         | Ucrania | 2004-2006 |
| Fútbol Club Arsenal Kiev | Ucrania | 2006      |
| FC Dnipro Dnipropetrovsk | Ucrania | 2007      |
| Fútbol Club Arsenal Kiev | Ucrania | 2007-2008 |
| FC Dinamo de Kiev        | Ucrania | 2008-2009 |
| Fútbol Club Arsenal Kiev | Ucrania | 2009-2010 |
| FC Metalist Járkov       | Ucrania | 2010-     |